# Teste do Alce

Manobra de condução durante um teste de alce.

Antes do seu lançamento, os modelos novos de veículos são submetidos a diversos testes de segurança, entre eles o teste do alce. Este consiste em conduzir o veículo em alta velocidade numa estrada, subitamente desviar para a pista à esquerda e pouco depois retornar para a da direita. Desta forma pode-se avaliar a estabilidade numa situação de emergência, em que for necessário desviar de algum obstáculo inesperado.
Como funciona o teste: No teste do Alce ou de mudança de faixa, o motorista deve vir a uma velocidade constante e repentinamente mudar de faixa, sem aliviar o pé do acelerador e sem brecar. Após 11 metros, deve voltar a faixa original. Essa troca de pistas (com uma guinada para um lado e posteriormente para o outro) é que tende a desequilibrar o automóvel, principalmente na segunda curva. O limite do carro é definido a partir do momento que ele não consegue cumprir o circuito sem atropelar um ou mais cones.
O nome tem sua origem no fato de que nos países nórdicos é comum os alces surgirem na estrada para lamber o sal que se joga na pista durante o inverno com a finalidade de derreter a neve.